# 阿拉尔市镇
阿拉尔市镇（俄语：Муниципальное образование «Аларь»）是俄罗斯联邦伊尔库茨克州阿拉尔区所属的一个市镇。其下辖有6个居民点，行政中心为阿拉尔。据2016年统计，该市镇的人口为1559人。